# Villaggio operaio (Larderello)
Il Villaggio operaio è un complesso residenziale situato a Larderello, nel comune di Pomarance.

## Storia
Nel 1954 la "Larderello" s.p.a, che all'epoca gestiva le fabbriche della zona boracifera di Larderello, affida all'architetto Giovanni Michelucci l'incarico di studiare il piano di sviluppo urbanistico connesso allo sfruttamento dei soffioni.
Con questo atto la nuova Amministrazione della fabbrica dà inizio ad un radicale processo di rinnovamento dell'azienda, allora in piena fase di espansione. Il piano doveva infatti coinvolgere in senso ampio l'edificato industriale e al tempo stesso prevederne il completamento civile e sociale.
Sorto sulla spinta di un'eccezionale espansione economica, Larderello è paragonata, dalla critica dell'epoca, ad una cittadina del "West", per il carattere quasi 'pionieristico' dell'operazione, che, come racconta lo stesso Michelucci, comportò non poche difficoltà progettuali. Difficoltà derivanti dall'enorme carico di responsabilità umane, di cui si sentiva investito, senza escludere i contrastanti condizionamenti delle Amministrazioni che inevitabilmente interferirono con la progettazione. " (...). Il piano è stato assai laborioso, e varie volte si è dovuto modificare e ridimensionare; (...) ", scrive Michelucci nel 1959, commentando il lavoro svolto, sulla rivista diretta da Bruno Zevi "L'Architettura. Cronache e Storia". Ma aggiunge anche: " (...) questa esperienza però ha contribuito a farmi riconsiderare i principi cui avevo tenuto fede delineandolo, e, ciò che più conta a farmi "vivere" l'ambiente fino a sentirmi uno della comunità (...). ".
Nonostante la complessità degli eventi legati alla genesi di questa esperienza, il villaggio operaio di Larderello esprime al meglio la sintesi delle concezioni urbanistiche michelucciane, facendone un modello esemplare nel suo genere, riconosciuto dal consenso popolare dell'epoca e ancora oggi apprezzabile per i risultati conseguiti.
Michelucci, redige il piano urbanistico e coordina un gruppo di collaboratori ai quali è affidata la progettazione edilizia del villaggio residenziale, oltre al completamento dei servizi connessi all'organizzazione dell'industria. Al suo diretto intervento si ascrivono però anche quattro edifici: 
- la Chiesa, progettata e realizzata fra il 1956 ed il 1959, in collaborazione con Ivo Tagliaventi per la messa a punto della struttura;
- la Nuova Raffineria per l'acido borico, del 1957, in parte semplificata in fase attuativa rispetto ai disegni originali, datati 1956;
- la torre per gli alloggi dei dirigenti, sempre del 1956;
- la Palestra, del 1958,  realizzata con la collaborazione dello stesso Tagliaventi.

Fanno parte del gruppo degli architetti, diretti da Michelucci: Lamberto Bartolucci, Renzo Bellucci, Emilio Isotta e Renzo Sansoni. Tra i nomi compare anche quello di Nereo De Maier, anche se, sulla base della documentazione disponibile, è difficile stabilirne il ruolo preciso all'interno dei lavori.
Dall'ottobre del 1954 la Società chimica Larderello affianca al processo di rinnovamento dell'azienda la pubblicazione della Rassegna "Larderello", dapprima con frequenza mensile poi, dal 1959, bimestrale. Il vasto programma di riorganizzazione edilizia del complesso industriale è documentato sulle pagine della rassegna, che illustra le fasi salienti dell'attuazione del piano, presentando di volta in volta i progetti e le varie opere in costruzione.
Una breve descrizione del centro residenziale di Larderello è riportata da Leonardo Lugli nel libro dal titolo "Giovanni Michelucci. Il pensiero e le opere", pubblicato nel 1966.
Nel 1963, con la nazionalizzazione della "Larderello" s.p.a., il villaggio operaio ed il complesso industriale entrano a far parte del patrimonio immobiliare dall'Enel che tutt'oggi gestisce l'attività di sfruttamento dei soffioni legata alla produzione di energia elettrica.
Il piano per Larderello, disegnato da Michelucci negli anni '50, nel pieno della maturità creativa ed intellettiva, costituisce ancora oggi un esempio paradigmatico per l'alto valore dei principi che in esso si riassumono.
Posto di fronte ad un paesaggio desolato, Michelucci interpreta il desiderio degli abitanti della "terra fumante" restituendo loro una realtà urbana che si contraddistingue per " (...) una logica continuità di struttura, di percorsi e di forma fra l'ambiente naturale, gli edifici e le zone di riposo, di studio e di meditazione; (...) ". Questa ricerca di continuità, testimoniata dalle stesse parole di Michelucci, si riflette nei segni dell'architettura e nell'organizzazione del villaggio, riuscendo nell'intento di conciliare la popolazione locale con l'ambiente.

## Architettura
Situato a monte dell'insediamento industriale di Larderello, il villaggio operaio, si sviluppa sul rilievo collinare che degradando verso est si stende fino alla spianata antistante Montecerboli. Sorto dietro la spinta di un'eccezionale sviluppo produttivo dell'attività industriale, il centro residenziale si configura come un episodio unitario ed organicamente compiuto. Immerso nel verde ed intessuto da una trama di percorsi pedonali, è collegato alla zona delle fabbriche per mezzo di una strada a mezza costa.
L'infinita varietà di scorci e visuali, offerta dalle molteplici soluzioni dell'organizzazione dello spazio urbano, suggerisce una dimensione intima e raccolta del villaggio, che appare quasi estraneo alla realtà che lo circonda, sebbene risieda proprio in questa realtà la ragione della sua stessa origine; così, nonostante la stretta relazione di vicinato con le fabbriche, quasi non se ne percepisce la presenza. Discreto e al tempo stesso avulso dal paesaggio 'metafisico' circostante, attraversato da un reticolo sospeso di tubi argentati e segnato dagli enormi volumi dei refrigeratori, il villaggio si inserisce nell'ambiente senza sconvolgerlo fisicamente, ma anzi introducendovi una nota di calda umanità. In ogni soluzione, dalla disposizione dei volumi all'organizzazione dei percorsi, traspare sempre una sensibilità nei confronti dell'ambiente e dell'uomo. Una componente importante in questo senso è rappresentata dal verde, che avvolge e si insinua nella trama del tessuto urbano divenendone parte integrante.
La zona residenziale sorge in prossimità del complesso industriale e fra case e fabbriche si stabilisce un rapporto di naturale convivenza; si potrebbe parlare del villaggio operaio come di un organico sviluppo del nucleo originario, sorto circa un secolo prima attorno alle prime fabbriche chimiche. Lo sviluppo del nuovo insediamento è pensato in posizione defilata rispetto all'industria vera e propria, sia per motivazioni di carattere ambientale che per ovvie ragioni di salubrità. All'interno dell'abitato sono poi individuati i luoghi da destinarsi alle attrezzature pubbliche, alla chiesa, ai complessi sociali ed agli impianti sportivi.
L'impianto generale del villaggio presenta le caratteristiche di un episodio urbano compiuto e socialmente organizzato; le varie funzioni si concatenano logicamente senza rispondere a schemi precostituiti. Gli edifici sono disposti liberamente ma, sotto l'apparente disordine delle case orientate in tutti i sensi, è possibile rintracciare il filo conduttore della fruizione, sebbene manchi un'unitaria plasticità dell'insieme.
Considerazioni di ordine urbanistico e conformazione del terreno - in gran parte montuoso e con forti dislivelli - e qualità del terreno stesso, hanno portato ad elaborare vari tipi di edifici residenziali a 2 o 3 piani in muratura e superiori a 5 in c.a.. Le costruzioni aderiscono alle caratteristiche del terreno che per quanto possibile non è stato trasformato con enormi sbancamenti; così, edifici a carattere intensivo, quali le torri di Isotta, la torre Sansoni e la torre per gli alloggi dei dirigenti, di Michelucci, trovano giustificazione nell'eccessivo costo degli sbancamenti necessari per adeguare il terreno ad un'edilizia estensiva. Evitando spese gravose in movimenti di terra, tutti i fabbricati facenti parte del villaggio sono concepiti per adattarsi alle condizioni di accidentalità dell'area.
L'altro aspetto che riunisce sotto un comune denominatore la maggior parte degli edifici è rappresentato dai materiali: la pietra bianca locale ed il laterizio il cui uso, determinato in rapporto alle caratteristiche ambientali e paesistiche del luogo, costituisce un motivo ricorrente di tutto il costruito.